# 郭宁宁
郭宁宁（1970年7月—），女，汉族，辽宁沈阳人，中华人民共和国金融、政治人物，毕业于清华大学经济管理学院管理信息系统专业，研究生学历，经济学博士，注册会计师。现任中共福建省委副书记、福州市委书记、福州警备区党委第一书记，系中共第二十届中央候补委员。

## 简历
1994年7月进入中国银行工作，曾任中国银行江苏省分行副行长、金融市场总部风险总监、金融市场总部总经理、香港分行行长、新加坡分行行长等职。
2016年4月任中国农业银行执行董事、副行长、党委委员。
2018年10月任福建省人民政府党组成员。
2018年11月任福建省人民政府副省长，负责财政、商务、外事、广播电视、医保、金融、妇女儿童等工作。
2021年10月任中共福建省委常委，福建省人民政府副省长、党组副书记。
2022年10月当选为中国共产党第二十届中央委员会候补委员。
2024年5月任中共福州市委书记，同月不再担任福建省人民政府副省长职务。
2025年5月任中共福建省委副書記。

## 荣誉
2021年2月，郭寧寧入選美國《時代》雜誌次世代百大人物（100 Next）名單。